# Layrac-sur-Tarn
Pour les articles homonymes, voir Layrac.
Layrac-sur-Tarn est une commune française située dans le Sud-Ouest de la France, dans le nord-est du département de la Haute-Garonne, en région Occitanie. La ville fait partie de la région historique de l'Occitanie et du pays traditionnel du Haut-Languedoc.
Sur le plan historique et culturel, la commune est dans le pays Montalbanais, un territoire aux confins des anciennes provinces du Rouergue, de la Guyenne et du Languedoc et correspondant à la partie méridionale du Bas Quercy. Exposée à un climat océanique altéré, elle est drainée par le Tarn, le Crève-Cor, le ruisseau de Rieu Tort et par divers autres petits cours d'eau. La commune possède un patrimoine naturel remarquable : un site Natura 2000 (Les « vallées du Tarn, de l'Aveyron, du Viaur, de l'Agout et du Gijou ») et deux zones naturelles d'intérêt écologique, faunistique et floristique.
Layrac-sur-Tarn est une commune rurale qui compte 312 habitants en 2022. Elle fait partie de l'aire d'attraction de Toulouse. Ses habitants sont appelés les Layracois ou  Layracoises.
La commune est située dans le nord-est de la Haute-Garonne, aux frontières du Tarn.
Les habitants de Layrac-sur-Tarn sont appelés les Layracois.

## Géographie

### Localisation
La commune de Layrac-sur-Tarn se trouve dans le département de la Haute-Garonne, en région Occitanie.
Elle se situe à 27 km à vol d'oiseau de Toulouse, préfecture du département, et à 5 km de Villemur-sur-Tarn, bureau centralisateur du canton de Villemur-sur-Tarn dont dépend la commune depuis 2015 pour les élections départementales.
La commune fait en outre partie du bassin de vie de Villemur-sur-Tarn.
Les communes les plus proches sont : 
Bondigoux (1,4 km), Mirepoix-sur-Tarn (2,6 km), La Magdelaine-sur-Tarn (2,6 km), Villematier (3,8 km), Montvalen (4,4 km), Villemur-sur-Tarn (5,4 km), Bessières (5,5 km), Le Born (5,7 km).
Sur le plan historique et culturel, Layrac-sur-Tarn fait partie du pays Montalbanais, un territoire aux confins des anciennes provinces du Rouergue, de la Guyenne et du Languedoc et correspondant à la partie méridionale du Bas Quercy.
Layrac-sur-Tarn est limitrophe de quatre autres communes, dont une dans le département du Tarn.
Les communes limitrophes sont  Bondigoux, La Magdelaine-sur-Tarn, Mirepoix-sur-Tarn et Montvalen.
|           | Montvalen (Tarn)       |                   |
| Bondigoux | Layrac-sur-Tarn        | Mirepoix-sur-Tarn |
|           | La Magdelaine-sur-Tarn |                   |

### Géologie et relief
La superficie de la commune est de 725 hectares ; son altitude varie de 88  à   223 mètres.
Le relief de la commune est plat au sud, le long du Tarn jusqu'au centre-village, alors qu'on compte un relief important dans le nord du territoire communal, notamment entre le centre-village et la frontière avec Montvalen et le département du Tarn.

### Hydrographie

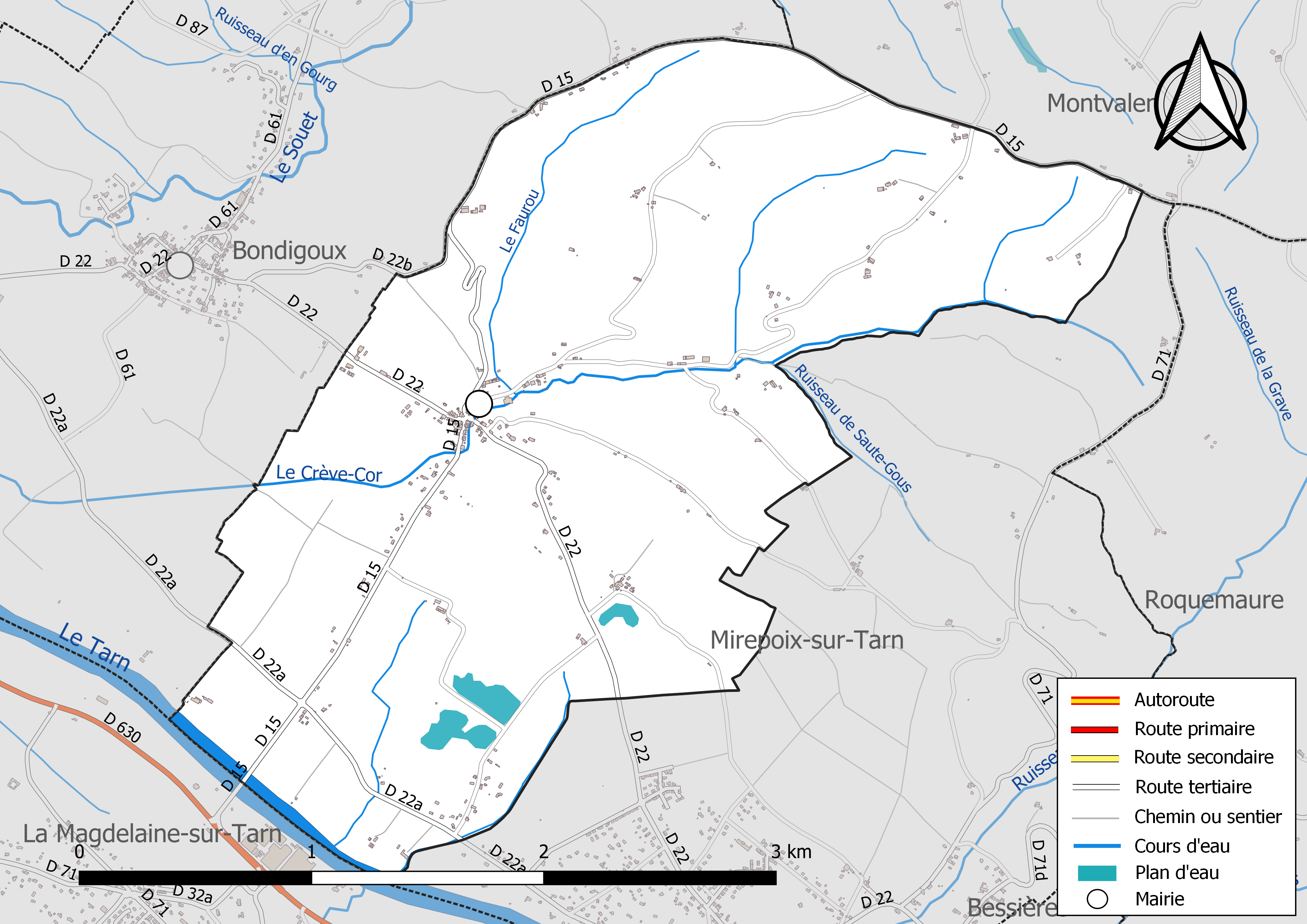
Réseaux hydrographique et routier de Layrac-sur-Tarn.

La commune est dans le bassin de la Garonne, au sein du bassin hydrographique Adour-Garonne. Elle est drainée par le Tarn, le Crève-Cor, le ruisseau de Rieu Tort, le Faurou, le ruisseau de Saute-Gous et par divers petits cours d'eau, constituant un réseau hydrographique de 10 km de longueur totale,.
Le Tarn, d'une longueur totale de 380 km, prend sa source sur le mont Lozère, dans le nord de la commune du Pont de Montvert - Sud Mont Lozère en Lozère, et se jette dans la Garonne à Saint-Nicolas-de-la-Grave, en Tarn-et-Garonne.

### Climat
Pour des articles plus généraux, voir Climat de l'Occitanie et Climat de la Haute-Garonne.
En 2010, le climat de la commune est de type climat du Bassin du Sud-Ouest, selon une étude s'appuyant sur une série de données couvrant la période 1971-2000. En 2020, Météo-France publie une typologie des climats de la France métropolitaine dans laquelle la commune est exposée à un climat océanique altéré et est dans la région climatique Aquitaine, Gascogne, caractérisée par une pluviométrie abondante au printemps, modérée en automne, un faible ensoleillement au printemps, un été chaud (19,5 °C), des vents faibles, des brouillards fréquents en automne et en hiver et des orages fréquents en été (15 à 20 jours).
Pour la période 1971-2000, la température annuelle moyenne est de 13,4 °C, avec une amplitude thermique annuelle de 16,3 °C. Le cumul annuel moyen de précipitations est de 758 mm, avec 8,3 jours de précipitations en janvier et 5,5 jours en juillet. Pour la période 1991-2020, la température moyenne annuelle observée sur la station météorologique la plus proche, située sur la commune de Blagnac à 26 km à vol d'oiseau, est de 14,2 °C et le cumul annuel moyen de précipitations est de 627,0 mm,. Pour l'avenir, les paramètres climatiques de la commune estimés pour 2050 selon différents scénarios d'émission de gaz à effet de serre sont consultables sur un site dédié publié par Météo-France en novembre 2022.

### Milieux naturels et biodiversité

#### Réseau Natura 2000

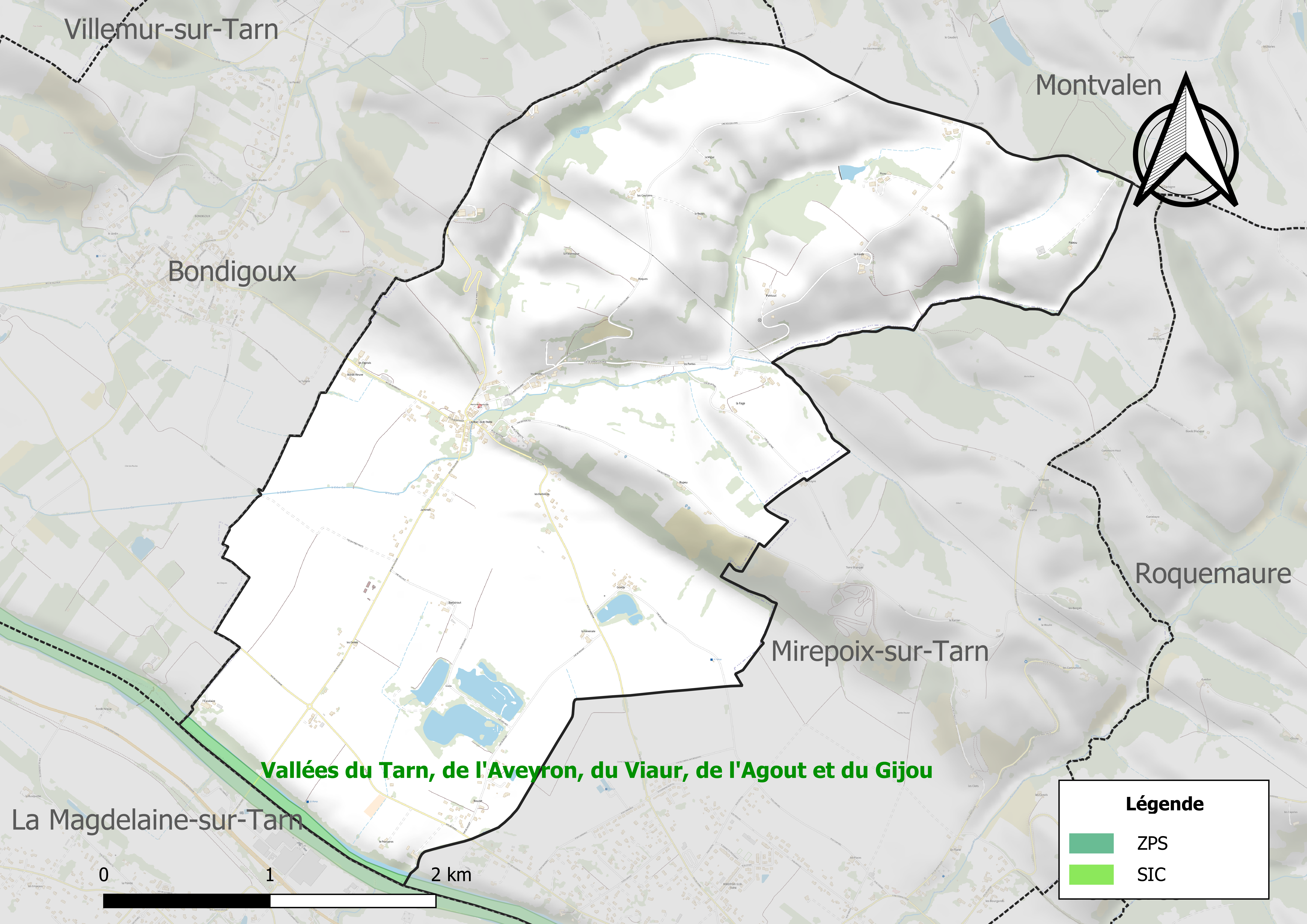
Site Natura 2000 sur le territoire communal.

Le réseau Natura 2000 est un réseau écologique européen de sites naturels d'intérêt écologique élaboré à partir des directives habitats et oiseaux, constitué de zones spéciales de conservation (ZSC) et de zones de protection spéciale (ZPS).
Un site Natura 2000 a été défini sur la commune au titre de la directive habitats : Les « vallées du Tarn, de l'Aveyron, du Viaur, de l'Agout et du Gijou », d'une superficie de 17 144 ha, s'étendent sur 136 communes dont 41 dans l'Aveyron, 8 en Haute-Garonne, 50 dans le Tarn et 37 dans le Tarn-et-Garonne. Elles présentent une très grande diversité d'habitats et d'espèces dans ce vaste réseau de cours d'eau et de gorges. La présence de la Loutre d'Europe et de la moule perlière d'eau douce est également d'un intérêt majeur.

#### Zones naturelles d'intérêt écologique, faunistique et floristique

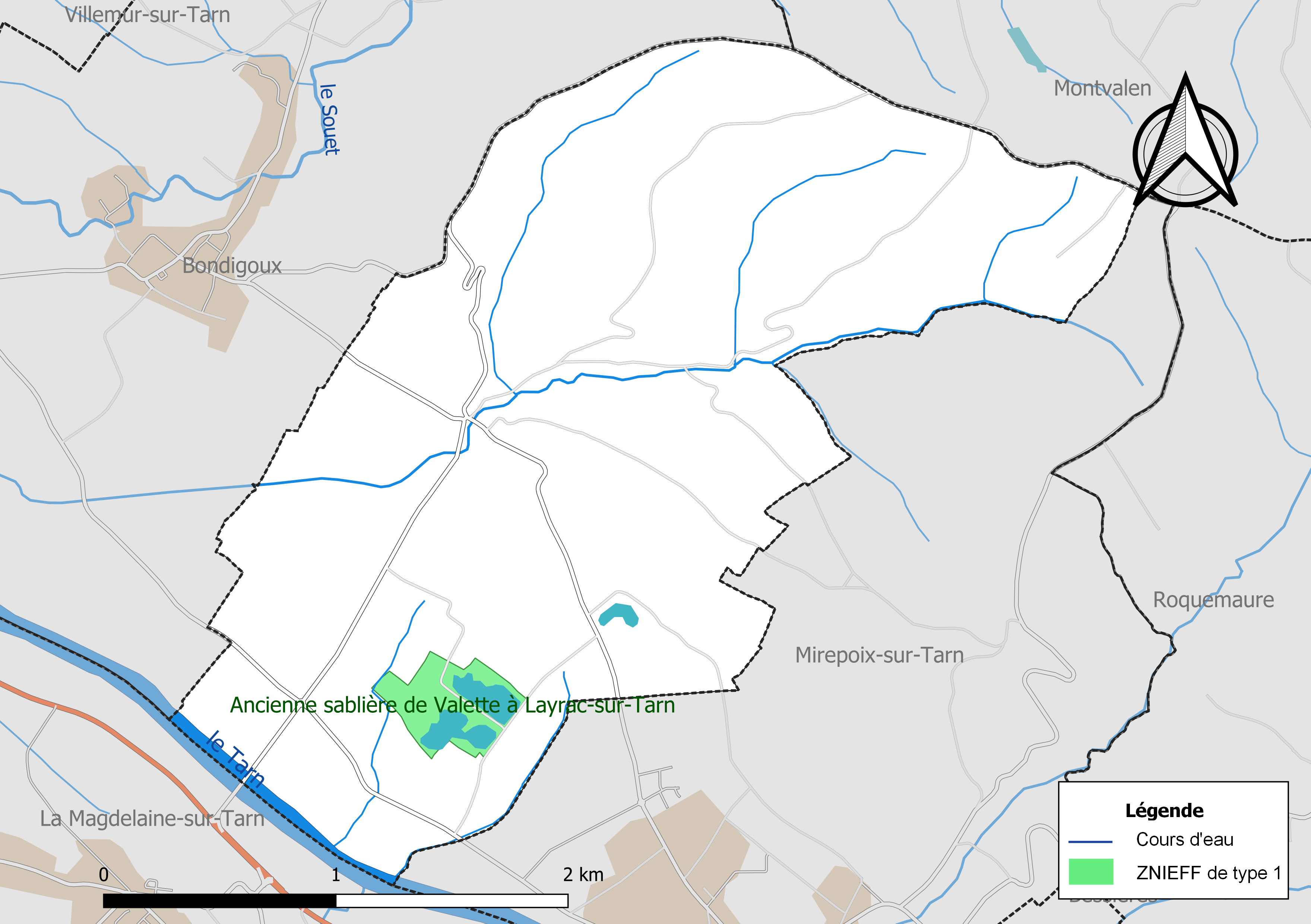
Carte de la ZNIEFF de type 1 localisée sur la commune.

L’inventaire des zones naturelles d'intérêt écologique, faunistique et floristique (ZNIEFF) a pour objectif de réaliser une couverture des zones les plus intéressantes sur le plan écologique, essentiellement dans la perspective d’améliorer la connaissance du patrimoine naturel national et de fournir aux différents décideurs un outil d’aide à la prise en compte de l’environnement dans l’aménagement du territoire.
Une ZNIEFF de type 1 est recensée sur la commune :
l'« ancienne sablière de Valette à Layrac-sur-Tarn » (18 ha) et une ZNIEFF de type 2, : 
la « basse vallée du Tarn » (3 623 ha), couvrant 49 communes dont huit dans la Haute-Garonne, 20 dans le Tarn et 21 dans le Tarn-et-Garonne.

## Urbanisme

### Typologie
Au 1er janvier 2024, Layrac-sur-Tarn est catégorisée commune rurale à habitat très dispersé, selon la nouvelle grille communale de densité à sept niveaux définie par l'Insee en 2022.
Elle est située hors unité urbaine. Par ailleurs la commune fait partie de l'aire d'attraction de Toulouse, dont elle est une commune de la couronne,. Cette aire, qui regroupe 527 communes, est catégorisée dans les aires de 700 000 habitants ou plus (hors Paris),.

### Occupation des sols
L'occupation des sols de la commune, telle qu'elle ressort de la base de données européenne d’occupation biophysique des sols Corine Land Cover (CLC), est marquée par l'importance des territoires agricoles (97,8 % en 2018), une proportion identique à celle de 1990 (97,8 %). La répartition détaillée en 2018 est la suivante : 
terres arables (85,2 %), zones agricoles hétérogènes (12,6 %), forêts (1,2 %), eaux continentales (1,1 %). L'évolution de l’occupation des sols de la commune et de ses infrastructures peut être observée sur les différentes représentations cartographiques du territoire : la carte de Cassini (XVIIIe siècle), la carte d'état-major (1820-1866) et les cartes ou photos aériennes de l'IGN pour la période actuelle (1950 à aujourd'hui).

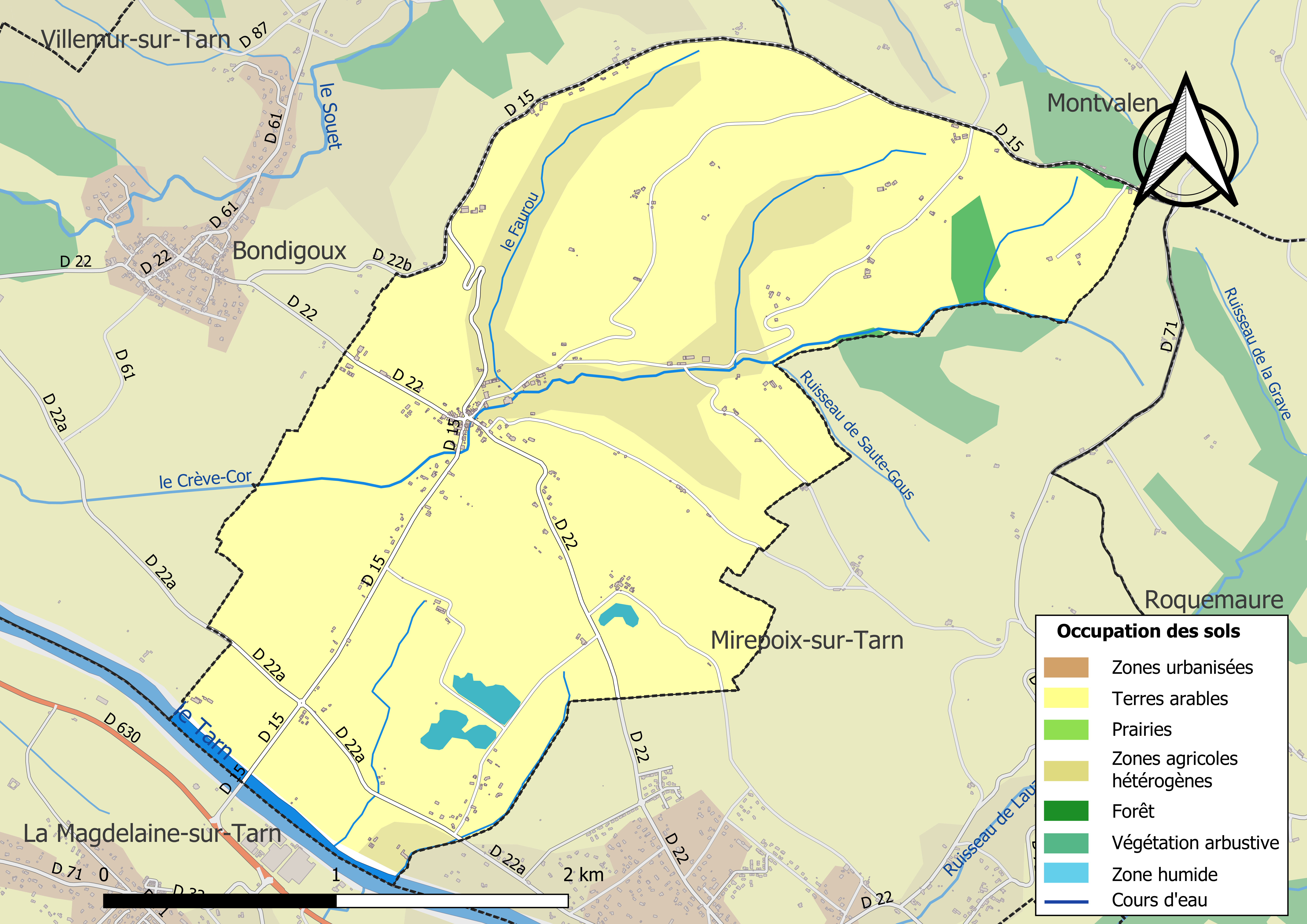
Carte des infrastructures et de l'occupation des sols de la commune en 2018 (CLC).

### Logement
En 2014, le nombre total de logements dans la commune était de 158, alors qu'il était de 151 en 2009.
Parmi ces logements, 83,5 % étaient des résidences principales, 9,5 % des résidences secondaires et 7 % des logements vacants. Ces logements étaient pour 94,3 % d'entre eux des maisons individuelles et pour 5,7 % des appartements.
La proportion des résidences principales, propriétés de leurs occupants était de 86,4 %, en très légère baisse par rapport à 2009 (87,8 %). En 2014 comme en 2009, il n'y avait pas de logements HLM sur la commune.

### Voies de communication et transports

#### Voies routières
La commune est traversée par la route départementale 15, qui relie le quartier Barrière de Paris de Toulouse au nord de Layrac, en passant par Aucamville, Villariès et La-Magdelaine-sur-Tarn. La commune est également traversée par la route départementale 22, qui relie Villemur-sur-Tarn à Mirepoix-sur-Tarn en passant par le centre-village.
La commune est accessible par l'autoroute A68, qui relie Albi à Toulouse, et qui est accessible depuis la sortie  4 - Buzet-sur-Tarn, située à une dizaine de kilomètres de la commune.

#### Transports en commun
La ligne 355 du réseau Arc-en-Ciel relie le centre de la commune à la gare routière de Toulouse ou à la station Borderouge du métro de Toulouse depuis Villemur-sur-Tarn, et la ligne 375 relie la commune au lycée de Fronton depuis Buzet-sur-Tarn.
La gare la plus proche de Layrac-sur-Tarn est la gare de Buzet-Roquesérière, située à une dizaine de kilomètres, sur la ligne de Brive-la-Gaillarde à Toulouse.
Enfin, l'aéroport le plus proche est l'aéroport de Toulouse-Blagnac, situé à une quarantaine de kilomètres.

### Risques naturels et technologiques
La commune est concernée par un risque important d'inondations, du fait du passage du Tarn au sud du territoire communal.
Il existe également un risque de séisme très faible sur la commune (1/5).
La centrale nucléaire de Golfech étant située à une soixantaine de kilomètres, cela représente un risque, même si ce risque reste limité.

## Toponymie
Le nom de la commune viendrait de villa et de Larius ou Hilarius, qui serait un propriétaire de la commune. L’appellation sur-Tarn proviendrait évidemment du passage du Tarn au sud de la commune, et aurait été ajoutée plus tard.

## Histoire
Les premières présences humaines à Layrac remonteraient au paléolithique, où les hommes préhistoriques y trouvent un bon terrain de chasse.
Alphonse de Poitiers fonde la bastide en 1271. A l'époque elle dépendait de Villemur-sur-Tarn, et deviendra une commune à part entière en 1790.

### Héraldique
| Layrac-sur-Tarn | Son blasonnement est : Parti : au premier d'azur au saint d'argent, vêtu d'or et d'azur, nimbé aussi d'or, au second d'argent à la fasce de sable, accompagnée de deux losanges du même, un en chef et un en pointe ; le tout sommé d'un chef tiercé en pal au I de gueules au bœuf furieux d'or, au II de gueules à la croix occitane d'or et au III d'azur semé de fleurs de lys d'or. |

## Politique et administration

### Tendances politiques et résultats
La commune semble avoir une sensibilité de droite.
A titre d'exemple, lors de l'élection présidentielle de 2017, à Layrac-sur-Tarn, au premier tour, c'est Emmanuel Macron qui l'avait emporté avec 25,79 % des voix, suivi par Marine Le Pen et par François Fillon avec tous deux 22,17 % des voix. Au second tour, c'est Emmanuel Macron qui l'avait emporté avec 60,64 % des voix, suivi par Marine Le Pen avec 39,36 % des voix.

### Administration municipale
Le nombre d'habitants au recensement de 2011 étant compris entre 100 et 499, le nombre de membres du conseil municipal pour l'élection de 2014 est de onze,.

### Liste des maires
| Période                                  | Période       | Identité              | Étiquette | Qualité         |
| ---------------------------------------- | ------------- | --------------------- | --------- | --------------- |
| 1790                                     | 1791          | François Teysseyre    | SE        |                 |
| 1791                                     | 1800          | Baptiste Amat         | SE        |                 |
| 1800                                     | 1808          | Jean-Antoine Crubilhe | SE        |                 |
| 1808                                     | 1809          | Jean Teysseyre        | SE        |                 |
| 1809                                     | 1835          | Jean-Antoine Crubilhe | SE        |                 |
| 1835                                     | 1838          | Pierre Teysseyre      | SE        |                 |
| 1838                                     | 1848          | Hughes Amat           | SE        |                 |
| 1848                                     | 1852          | Ferdinand Crubilhe    | SE        |                 |
| 1852                                     | 1852          | Jean-Baptiste Amat    | SE        |                 |
| 1852                                     | 1855          | Gabriel Teysseyre     | SE        |                 |
| Mars 2001                                | 2008          | Moïse Brousse         | SE        |                 |
| Mars 2008                                | 2014          | Jacqueline Bonnet     | SE        |                 |
| Mars 2014                                | décembre 2017 | Wilfrid Sabiron       | SE        | Cadre supérieur |
| décembre 2017                            | En cours      | Thierry Astruc        | SE        |                 |
| Les données manquantes sont à compléter. |               |                       |           |                 |

### Rattachements administratifs et électoraux
Layrac-sur-Tarn fait partie du canton de Villemur-sur-Tarn (avant le redécoupage départemental de 2014, Layrac-sur-Tarn faisait partie de l'ex-canton de Montastruc-la-Conseillère). Layrac est également rattaché à l'arrondissement de Toulouse.
Le village fait également partie de la cinquième circonscription de la Haute-Garonne, qui englobe une partie du nord-est du département.
Enfin, Layrac fait partie de la communauté de communes de Val'Aïgo, qui regroupe des communes toutes situées entre Villemur-sur-Tarn et Bessières.

### Politique environnementale
Le ramassage des déchets ménagers, plastiques et vert est assuré par la communauté de communes de Val'Aïgo.
La déchetterie la plus proche est celle de Pechnauquié, à Villemur-sur-Tarn.

## Population et société

### Démographie
L'évolution du nombre d'habitants est connue à travers les recensements de la population effectués dans la commune depuis 1793. Pour les communes de moins de 10 000 habitants, une enquête de recensement portant sur toute la population est réalisée tous les cinq ans, les populations de référence des années intermédiaires étant quant à elles estimées par interpolation ou extrapolation. Pour la commune, le premier recensement exhaustif entrant dans le cadre du nouveau dispositif a été réalisé en 2004.

En 2022, la commune comptait 312 habitants, en évolution de −4,59 % par rapport à 2016 (Haute-Garonne : +8,02 %, France hors Mayotte : +2,11 %).
| 1793 | 1800 | 1806 | 1821 | 1831 | 1836 | 1841 | 1846 | 1851 |
| ---- | ---- | ---- | ---- | ---- | ---- | ---- | ---- | ---- |
| 410  | 438  | 475  | 420  | 440  | 441  | 437  | 437  | 448  |

| 1856 | 1861 | 1866 | 1872 | 1876 | 1881 | 1886 | 1891 | 1896 |
| ---- | ---- | ---- | ---- | ---- | ---- | ---- | ---- | ---- |
| 450  | 412  | 423  | 399  | 398  | 389  | 378  | 377  | 353  |

| 1901 | 1906 | 1911 | 1921 | 1926 | 1931 | 1936 | 1946 | 1954 |
| ---- | ---- | ---- | ---- | ---- | ---- | ---- | ---- | ---- |
| 316  | 305  | 327  | 286  | 256  | 267  | 266  | 238  | 311  |

| 1962 | 1968 | 1975 | 1982 | 1990 | 1999 | 2004 | 2006 | 2009 |
| ---- | ---- | ---- | ---- | ---- | ---- | ---- | ---- | ---- |
| 298  | 318  | 310  | 307  | 319  | 264  | 298  | 304  | 330  |

| 2014 | 2019 | 2022 | - | - | - | - | - | - |
| ---- | ---- | ---- | - | - | - | - | - | - |
| 322  | 311  | 312  | - | - | - | - | - | - |

| selon la population municipale des années : | 1968 | 1975 | 1982 | 1990 | 1999 | 2006 | 2009 | 2013 |
| Rang de la commune dans le département      | 190  | 247  | 238  | 267  | 317  | 298  | 298  | 307  |
| Nombre de communes du département           | 592  | 582  | 586  | 588  | 588  | 588  | 589  | 589  |

### Enseignement
Layrac-sur-Tarn fait partie de l'académie de Toulouse.
Une crèche est présente sur la commune. Il y a aussi une école maternelle sur la commune de Bondigoux et une école primaire sur la commune de Mirepoix-sur-Tarn.
La commune fait partie du secteur du collège Albert Camus de Villemur-sur-Tarn, ainsi que du lycée Pierre Bourdieu de Fronton.

### Santé
Le médecin généraliste le plus proche se situe à Bondigoux, et les pharmacies les plus proches à Villemur-sur-Tarn et Bessières.
Les hôpitaux les plus proches sont situées sur Toulouse et Montauban. On compte cependant une clinique spécialisée à Bondigoux.

### Activités sportives
Chasse, randonnée,

### Médias
Layrac est couverte par le journal La Dépêche du Midi et son édition locale nord-est de la Haute-Garonne, ainsi que par l'édition Toulouse Métropole de France 3 Occitanie.

### Cultes
Il y a une église catholique, l'église Saint-Blaise, sur la commune.

## Économie

### Revenus
En 2018  (données Insee publiées en septembre 2021), la commune compte 136 ménages fiscaux, regroupant 330 personnes. La médiane du revenu disponible par unité de consommation est de 23 080 € (23 140 € dans le département).

### Emploi
|                | 2008  | 2013  | 2018  |
| -------------- | ----- | ----- | ----- |
| Commune        | 9,4 % | 7,2 % | 4,6 % |
| Département    | 7,7 % | 9,6 % | 9,3 % |
| France entière | 8,3 % | 10 %  | 10 %  |

En 2018, la population âgée de 15 à 64 ans s'élève à 176 personnes, parmi lesquelles on compte 77,5 % d'actifs (72,8 % ayant un emploi et 4,6 % de chômeurs) et 22,5 % d'inactifs,. En  2018, le taux de chômage communal (au sens du recensement) des 15-64 ans est inférieur à celui de la France et du département, alors qu'en 2008 la situation était inverse.
La commune fait partie de la couronne de l'aire d'attraction de Toulouse, du fait qu'au moins 15 % des actifs travaillent dans le pôle,. Elle compte 39 emplois en 2018, contre 27 en 2013 et 38 en 2008. Le nombre d'actifs ayant un emploi résidant dans la commune est de 129, soit un indicateur de concentration d'emploi de 30,4 % et un taux d'activité parmi les 15 ans ou plus de 51,3 %.
Sur ces 129 actifs de 15 ans ou plus ayant un emploi, 16 travaillent dans la commune, soit 13 % des habitants. Pour se rendre au travail, 94,5 % des habitants utilisent un véhicule personnel ou de fonction à quatre roues, 1,6 % les transports en commun, 1,6 % s'y rendent en deux-roues, à vélo ou à pied et 2,4 % n'ont pas besoin de transport (travail au domicile).

### Activités hors agriculture
13 établissements sont implantés  à Layrac-sur-Tarn au 31 décembre 2019.
Le secteur de la construction est prépondérant sur la commune puisqu'il représente 30,8 % du nombre total d'établissements de la commune (4 sur les 13 entreprises implantées  à Layrac-sur-Tarn), contre 12 % au niveau départemental.

### Agriculture
La commune est dans le Lauragais, une petite région agricole occupant le nord-est du département de la Haute-Garonne, dont les coteaux portent des grandes cultures en sec avec une dominante blé dur et tournesol. En 2020, l'orientation technico-économique de l'agriculture  sur la commune est la culture de céréales et/ou d'oléoprotéagineuses.
|               | 1988 | 2000  | 2010 | 2020  |
| ------------- | ---- | ----- | ---- | ----- |
| Exploitations | 22   | 19    | 14   | 15    |
| SAU (ha)      | 945  | 1 022 | 863  | 1 194 |

Le nombre d'exploitations agricoles en activité et ayant leur siège dans la commune est passé de 22 lors du recensement agricole de 1988  à 19 en 2000 puis à 14 en 2010 et enfin à 15 en 2020, soit une baisse de 32 % en 32 ans. Le même mouvement est observé à l'échelle du département qui a perdu pendant cette période 57 % de ses exploitations,. La surface agricole utilisée sur la commune a quant à elle augmenté, passant de 945 ha en 1988 à 1 194 ha en 2020. Parallèlement la surface agricole utilisée moyenne par exploitation a augmenté, passant de 43 à 80 ha.

## Culture locale et patrimoine

### Lieux et monuments

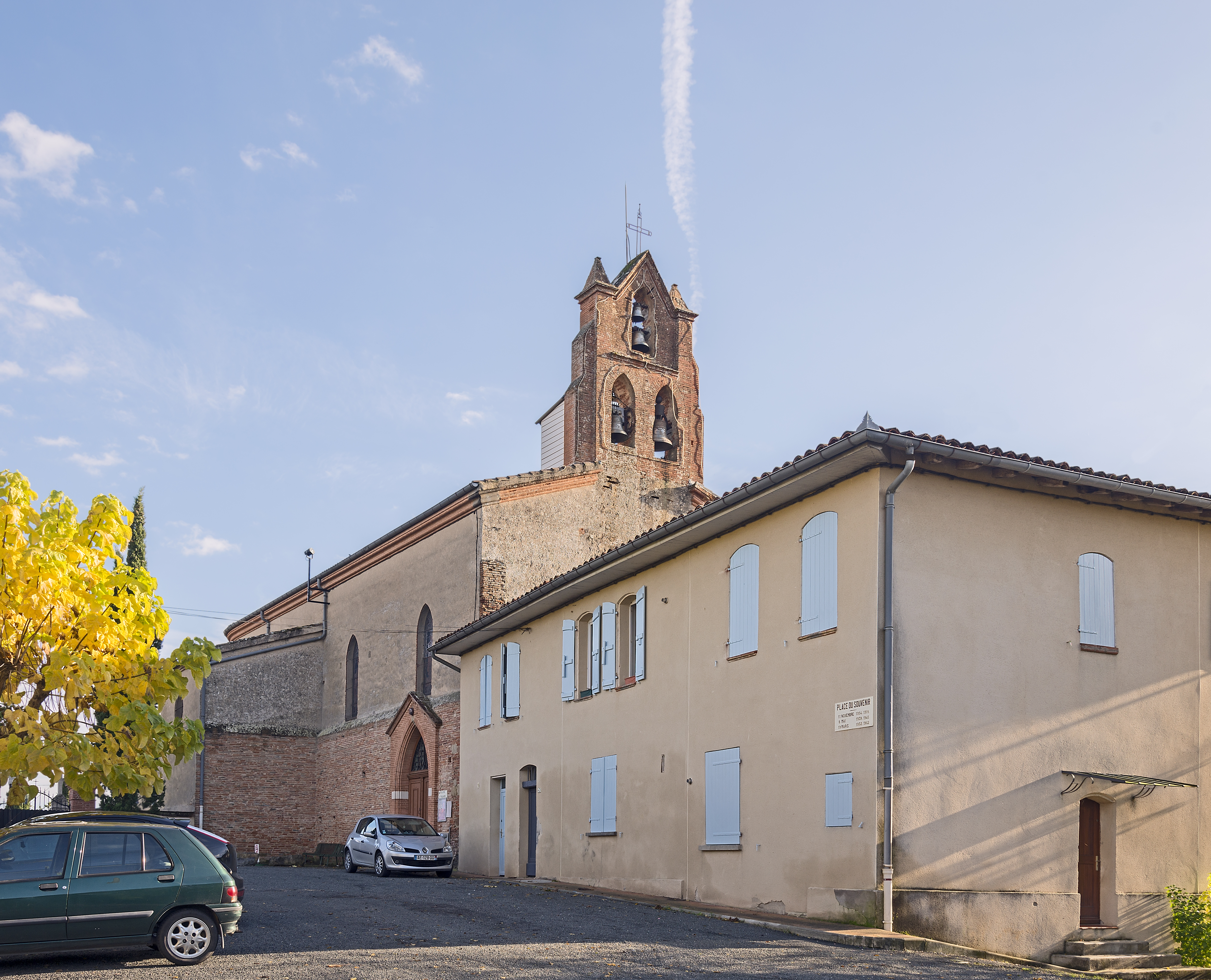
L'église.

- Église Saint-Blaise, à clocher-mur.

### Personnalités liées à la commune
- Jean-Baptiste Amat, député et sénateur sous la Troisième République française.
- Alphonse de Poitiers, fondateur de la bastide au XIIIe siècle

## Pour approfondir